# كلية الطب والصيدلة بأكادير
كلية الطب والصيدلة بأݣادير هي مؤسسة مغربية عمومية للتعليم العالي افتتحت أبوابها لأول مرة سنة 2016. وهي تابعة لجامعة ابن زهر بأݣادير.ويتميز التكوين بها بتطبيق نظام بيداغوجي قائم على وحدات دراسية تنظم خلال فصول دراسية. تستغرق مدة الدراسة في المدرسة ستة سنوات بالنسبة لحاملي البكالوريا، يحرز الطالب بعدها دبلوم دكتور في الطب.

## شروط الترشيح
يشترط في المرشح لولوج السنة الأولى بكليات الطب والصيدلة عامة، أن يكون مسجلا بالسنة النهائية من سلك البكالوريا في شعبة العلوم الرياضية أو العلوم التجريبية (بمسالكها الثلاث، علوم الحياة والأرض؛ علوم زراعية وعلوم فزيائية). أو أن يكون حاصلا على شهادة البكالوريا في الشعب العلمية.

## مباراة الولوج
للولوج لكلية الطب والصيدلة بأكادير يجب المرور من خلال:
- الانتقاء التمهيدي: وذلك يتم بناء على النقط المحصل عليها في امتحانات البكالوريا.
- اختبار كتابي: ويتم على شكل استمارة متعددة الاختيارات (QCM) والذي ينظم بالنسبة للمرشحين المقبولين في الانتقاء.[3]

## التكوينات المتوفرة
تُلقى الدروس في كلية الطب والصيدلة بأكادير باللغة الفرنسية، وذلك في تكوينات مختلفة حسب المسالك التالية:
- مسلك الطب: يدوم 6 سنوات[2]، ويتوج بالحصول على دكتوراه في الطب. أو 12 سنة للتخصص في الطب.

يمتد تكوين الطبيب على 7 سنوات ويتضمن 14 فصلاً دراسيًا للتعليم والتعلم والتقييم يتم تنظيمه على النحو التالي:
- الفصول الأربعة الأولى (S1 إلى S4) هي الفصول قبل السريرية والأساسية. لتدريس الوحدات العلمية الأساسية والعلوم الأساسية قبل السريرية. وهي تشمل التدريب في النظام الصحي والتدريب في الطب الاجتماعي.
- الفصول الدراسية S5 إلى S10 تجمع بين التدريب في المستشفى بدوام جزئي مع التدريس النظري الذي يهدف إلى اكتساب وتطوير المهارات السريرية.
- الفصول الدراسية S11 إلى S12 مخصصة للتدريب الداخلي بدوام كامل.
يتضمن كل فصل دراسي من 6 إلى 7 وحدات بحد أدنى للساعة يبلغ 50 ساعة لكل وحدة، ويبلغ إجمالي الفصل لكل ساعة 400 ساعة كحد أقصى للتدريس والتقييم.
يبلغ إجمالي حجم التدريب لكل ساعة 4500 ساعة على الأقل من الدروس والتقييمات.
يتطلب الحصول على درجة دكتوراه في الطب:
- المصادقة على جميع سنوات تدريب الأطباء؛
- اجتياز امتحان التأهيل الوطني؛
- قبول أطروحة الدكتوراه في الطب.[4]

## الروافد
التوزيع الجغرافي لاستقطاب طلبة ''شعبة الطب'' بأكادير.
- عمالة اكادير اداوتنان؛
- إقليم  انزكان ايت ملول؛
- إقليم شتوكة ايت باها؛
- إقليم طاطا؛
- إقليم  تزنيت؛
- إقليم تارودانت.

## المركز الاستشفائي الجامعي لأكادير

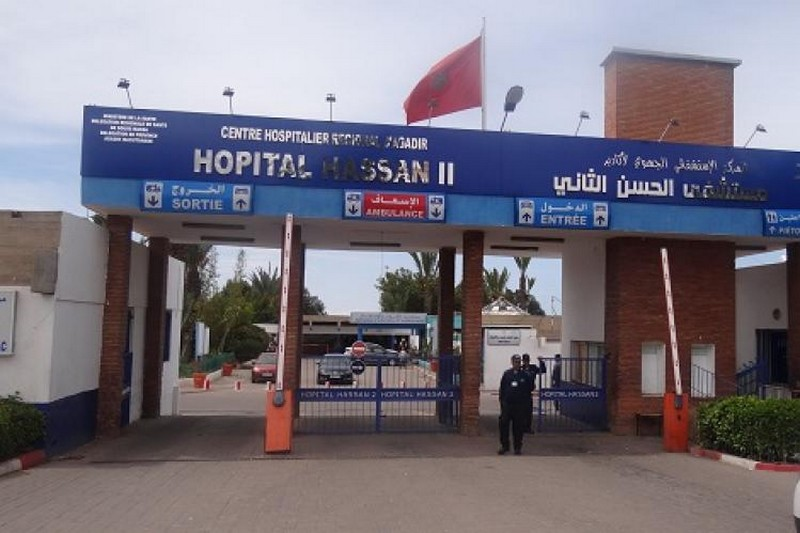
المركز الاستشفائي الجهوي الحسن الثاني - اكادير

المركز الإستشفائي الجامعي لأكادير قيد الإنشاء حالياً ومن المتوقع أين يتم افتتاحه في سنة 2023. لذلك يستفيد الطلبة من تداريبهم الاستشفائية في المركز الإستشفائي الجهوي الحسن الثاني.

## الأنشطة الموازية والنوادي الطلابية

### مكتب الطلبة
مكتب طلبة كلية الطب والصيدلة أݣادير (BDE - FMPA) هو تنظيم طلابي يتكلف بتنظيم الأحداث الثقافية، الاجتماعية، الرياضية، وجميع الأحداث المتعلقة بالحياة الطلابية داخل وخارج المؤسسة. كما أن المكتب يتكلف بتمثيل الطلبة أمام الإدارة وأمام البيئة الخارجية، ويلعب أيضا دورا مهما في تسيير النوادي الطلابية بالمؤسسة.

### نوادي الكلية

#### جمعية طلبة الطب - أݣادير (MSAA)
منظمة غير ربحية وفرع محلي للاتحاد الدولي لجمعيات طلاب الطب. يتكلف النادي بتنظيم العديد من الأنشطة ذات طابع اجتماعي، مثل القوافل الطبية، جمع التبرعات للفقراء والمعوزين، وكذلك تنظيم أعمال تحسيسية كزيارة دور العجزة والايتام.

#### نادي MEDHELP
نادي اجتماعي ثقافي تعليمي يهدف أساسا إلى لصنع التغيير وذلك من خلال جملة من الأنشطة والأحداث الثقافية، الاجتماعية، الفنية والترفيهية، مثل حملات للتبرع بالدم، معارض فنية لإبداعات الطلبة (MEDEXPO) وغيرها.

##### حدث ساول ⵙⴰⵡⵍ
لقاء ينظمه النادي مع شخصيات مؤثرة من المجتمع المغربي لتتقاسم تجاربها وتشارك عبر ونصائح مع طلبة الكلية، وقد شهدت النسخة الاخيرة 2019 حضور أسماء بارزة كالمدافعة عن حقوق النساء المرحومة عائشة الشنا، واليوتوبر مصطفى الفكاك المعروف أيضًا باسم سوينغا، و طبيب النساء والتوليد والناشط الإنساني زهير لهنا، والصحفي المغربي رضوان الرمضاني وغيرهم من الوجوه التي شاركت مسار حياتها مع الطلبة.

#### نادي قيم
نادي اجتماعي ثقافي يهدف إلى المضي قدما بمجتمع يفخر به الصغير والكبير وذلك من خلال ارساء ودعم القيم الاخلاقية والدينية لدى طلبة الطب خاصة والشباب المسلم عامة. يتكلف النادي بتنظيم العديد من الأنشطة كحملات قفة رمضان لفائدة الفقراء والمعوزين، محاضرات تثقيفية رفقة اساتذة ودكاترة وشيوخ وباحثين في الدراسات الأسلامية وأسس التربية، وكذا لقاءات مع الطلبة القدامى (Glissa M3a Majorant) يتقاسمون فيها مع الطلبة الجدد تجاربهم. كما يعنى النادي بتنظيم مسابقات تجويد للذكر الحكيم.

#### نادي SALVATOR
نادي طلابي يعنى بكل ما هو ذو طابع رياضي، كالبطولات الرياضية الجامعية والرحلات الطلابية.

## إضراب طلبة الطب والصيدلة 2023
قرر طلبة كليات الطب والصيدلة وطب الأسنان الدخول في “إضراب شامل ومفتوح” عن التداريب الاستشفائية والدروس النظرية والتطبيقية، مع مقاطعة جميع الامتحانات، ابتداء من يوم السبت 16 دجنبر 2023. واعتبرت اللجنة الوطنية لطلبة الطب وطب الأسنان والصيدلة، في بيان لها أن هذه الخطوة الاحتجاجية تأتي في خضم “المسلسل النضالي الذي يعيشه طلبة الطب والصيدلة وطب الأسنان بالمغرب، دفاعا عن جودة التكوين مع استمرار مسلسلي الضبابية والاكتظاظ” في حين تحمل الوزارتين المسؤولية التامة عن كل أشكال التصعيد والشلل الذي طال كليات الطب والمستشفيات التابعة لها.